# روبر دری
روبر دری (فرانسوی: Robert Dhéry‎; ۲۷ آوریل ۱۹۲۱ – ۵ دسامبر ۲۰۰۴) یا روبر فولسی بازیگر سینما و تئاتر، کارگردان فیلم و فیلم‌نامه‌نویس اهل فرانسه بود.
از فیلم‌هایی که وی در آن نقش داشته‌است، می‌توان به بچه‌های بهشت اشاره کرد.